# 肇嘉浜路駅
座標: 北緯31度12分5秒 東経121度26分42秒 / 北緯31.20139度 東経121.44500度

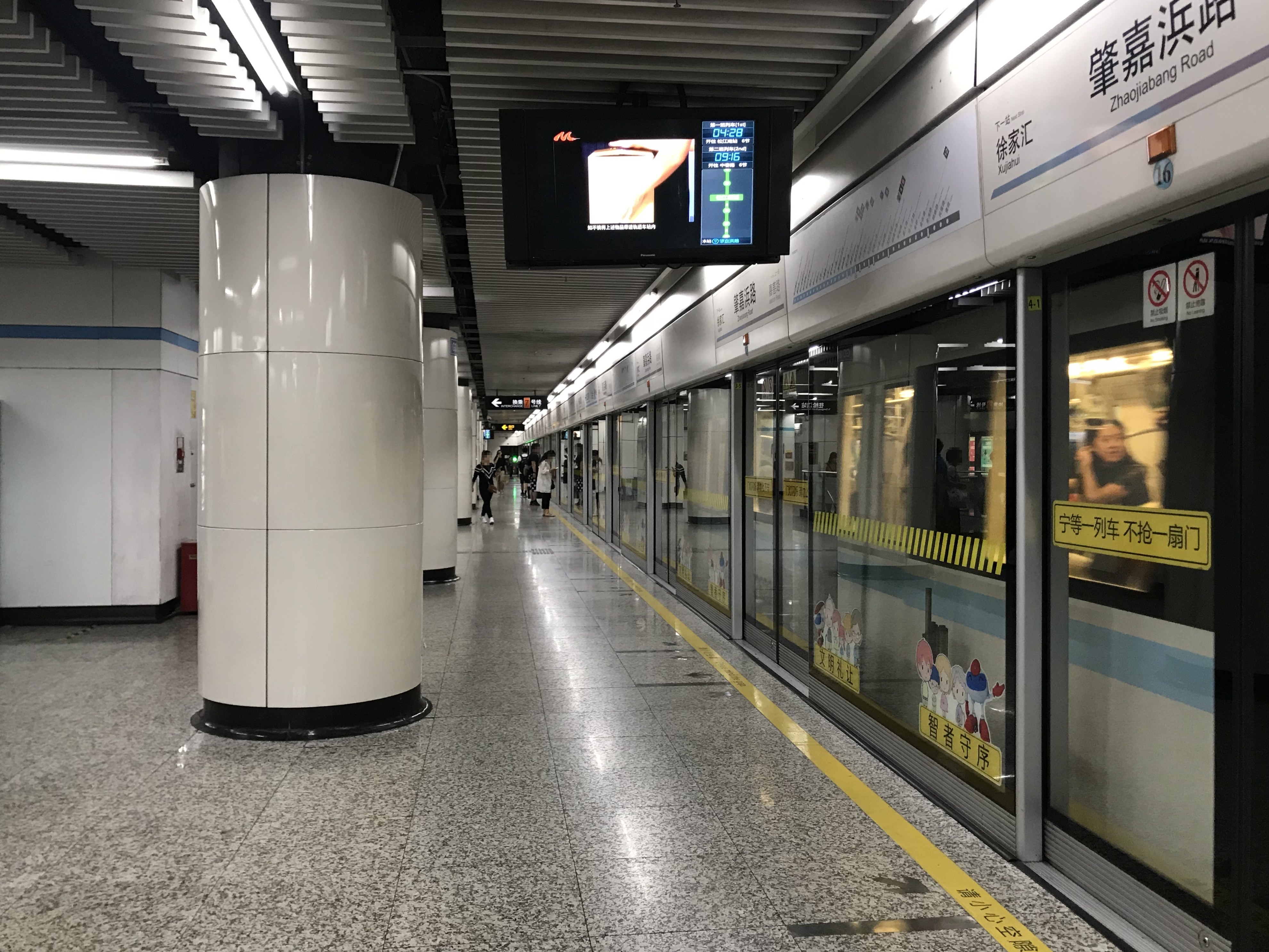
9号線のホーム

肇嘉浜路駅（ちょうかほうろえき）は上海市徐匯区に位置する7号線と9号線の駅である。

## 利用可能な鉄道路線
上海地下鉄
■7号線
■9号線

## 駅構造
7号線、9号線ともに島式ホーム1面2線の地下駅。

## 駅周辺
- 上海医科大学
- 上海中山医院

## 歴史
- 2009年12月5日 - 7号線開通。
- 2009年12月31日 - 9号線開通。

## 隣の駅
上海地下鉄
■7号線
常熟路駅 - 肇嘉浜路駅 - 東安路駅
■9号線
徐家匯駅 - 肇嘉浜路駅 - 嘉善路駅